# Atractus medusa
Espèce
Atractus medusa est une espèce de serpents de la famille des Dipsadidae.

## Répartition
Cette espèce est endémique de l'île Gorgona dans le département de Cauca en Colombie. 

## Publication originale
- Passos, Mueses-Cisneros, Lynch & Fernandes, 2009 : Pacific lowland snakes of the genus Atractus (Serpentes: Dipsadidae), with description of three new species. Zootaxa, no 2293, p. 1–34.